# 県庁通り (岡山市)

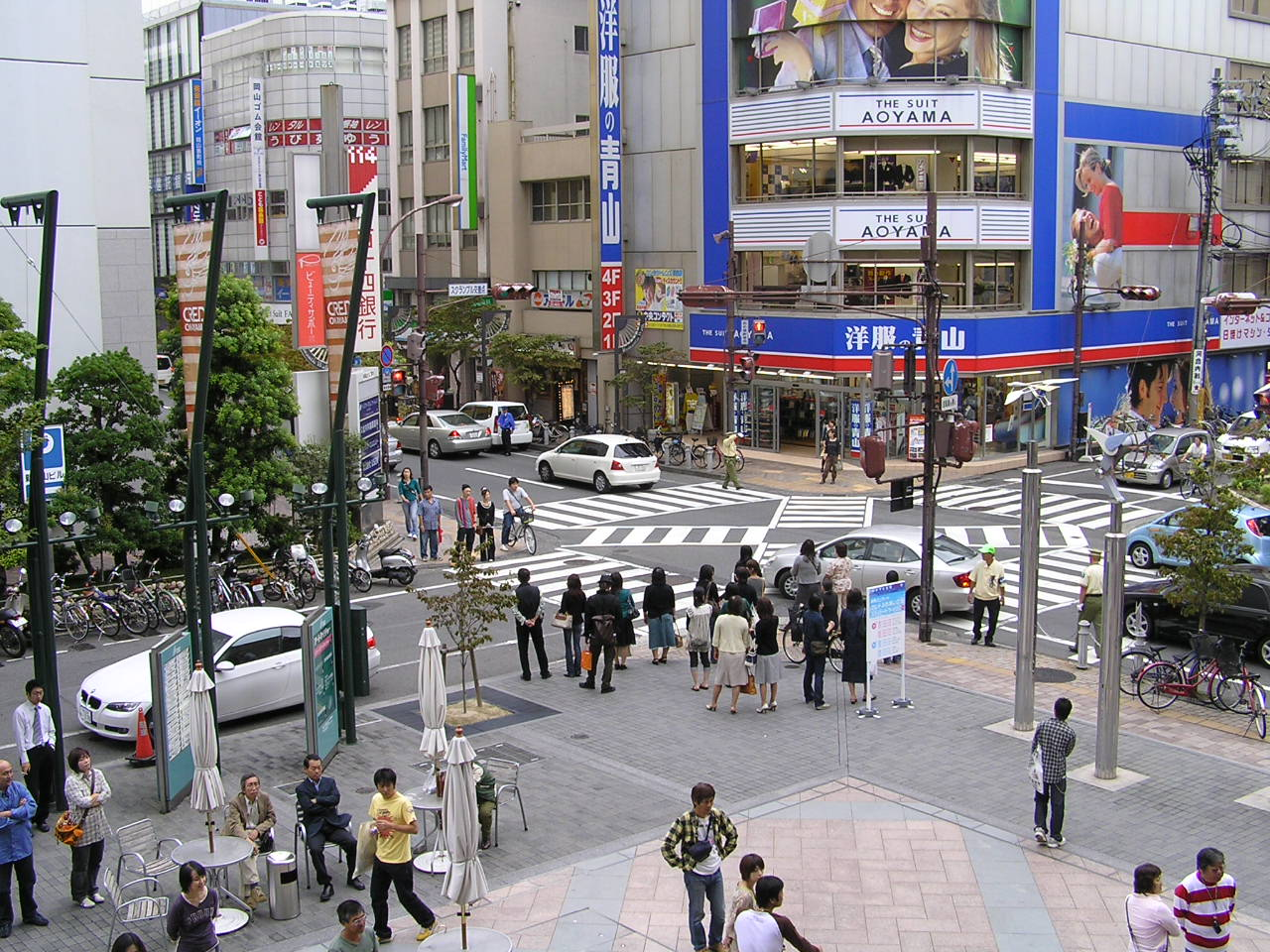
クレド岡山のある中山下付近。

県庁通り（けんちょうどおり）(再開発で、西側はハレまち通り（ハレまちどおり）となる)は、岡山県岡山市北区の市役所筋（下石井1丁目交差点）から、西川緑道公園、中山下、岡山表町商店街、岡山県庁前を経て、中区の国道250号（古京交差点）まで結ぶ通りである。

## 概要
岡山市中心部の東西を貫く道路。その名の通り岡山県庁前の他、繁華街である中山下や表町を経由し、オフィスビルが立ち並ぶ市役所筋から国道250号を結ぶ。このうち、県庁前交差点までは一方通行である。
正式名称は岡山市道101000143号錦町古京町線。
同じ岡山県内の笠岡市にも県庁通りがあるが、これは当地に小田県の県庁所在地が置かれていたことによるものである。

## 1車線化計画
岡山市は『県庁通り歩いて楽しい道路空間創出事業』として、この通りを1車線に変更した上で歩道を拡張、自転車ラインを整備し、歩行者量の増加、周囲の活性化を狙う計画を発表。2019年（令和元年）から2期に分割して工事を行なっており、西側は2022年（令和4年）に完了、東側はその後工事を始める予定。

## 新名称
1車線化計画に伴う再開発で、岡山市は、県庁通り西側の新名称を千日前商店街（同市北区）とともに新名称を募集した。2022年（令和4年）10月12日に、新名称を発表し、新たに、ハレまち通りに決まった。11月には歩行者天国も開催される。

## 交差する道路
- 上側が西側、下側が東側。
- 交差する道路の特記がないものは市道。

| 通り名称                                          | 交差する道路                                        |                                           | 交差点      |
| ------------------------------------------------- | --------------------------------------------------- | ----------------------------------------- | ----------- |
| イオンモール岡山方面                              |                                                     |                                           |             |
| ハレまち通り                                      | 市役所筋（岡山市道101000104号南方柳町線）           | 市役所筋（岡山市道101000104号南方柳町線） | 下石井1丁目 |
| ハレまち通り                                      | 西川緑道公園筋（岡山市道301000067号岩田町大学町線） |                                           |             |
| ハレまち通り                                      | 西川緑道公園筋（岡山市道101000139号富田町富田線）   |                                           |             |
| ハレまち通り                                      | 柳川筋（国道53号・国道180号）                       | 柳川筋（国道53号・国道180号）             | 郵便局前    |
| 県庁通り                                          | 柳川筋（国道53号・国道180号）                       | 柳川筋（国道53号・国道180号）             | 郵便局前    |
| 城下筋（岡山県道27号岡山吉井線）                  | 城下筋（岡山県道27号岡山吉井線）                    | 内山下                                    |             |
| -                                                 | 烏城みち（岡山市道401008010号丸の内10号線）         | 県庁前                                    |             |
| 水之手筋（岡山市道101000105号内山下京橋町線）     | -                                                   |                                           |             |
| 旭川さくらみち（岡山市道101000028号小橋町沖元線） | 旭川さくらみち（岡山市道101000026号高島小橋町線）   |                                           |             |
| 国道250号                                         | 国道250号                                           | 古京                                      |             |
| 岡山県立岡山朝日高等学校方面                      |                                                     |                                           |             |

## 沿道施設
- 西川緑道公園
- 岡山電気軌道清輝橋線 郵便局前停留場
- クレド岡山
- 岡山中央郵便局
- 岡山天満屋
  - 岡山ロッツ
  - 天満屋バスセンター
- 岡山表町商店街
- 岡山電気軌道東山本線 県庁通り停留場
- 中国銀行本店
- 岡山県立図書館
- 岡山県庁